# كربتو كرين
كربتو كرين ، هومبج أو يوق الماء (باللاتينية: Cryptocoryne)، (بالإنجليزية: water trumpet) هي نبتة من نباتات أحوض الأسماك، موطنه الأصلي مالاوي وسيريلانكا طوله من 10 – 30 سم بطئ النمو ويصلح للأحواض الصغيرة الحجم، لا يحتاج لإضاءة عالية، والأوراق عريضة ومن أنواعها الأوراق الخضراء من السطح العلوي والسفلي أحمر برونزي ويصلح للأسماك التي تضع البيض على الأوراق.